# Lijst van incidenten en ongevallen van Turkish Airlines
In haar historie heeft Turkish Airlines, net als alle andere luchtvaartmaatschappijen, incidenten en ongevallen gekend, soms met dodelijke afloop. Zo vond op 17 februari 1959 het eerste ongeluk met dodelijke afloop plaats.
Het laatste ongeluk in Nederland waarbij de maatschappij was betrokken was op 25 februari 2009 toen vlucht 1951 neerstortte voor de landing op de luchthaven Schiphol.
| Datum             | Toestel                   | Plaats                      | Opmerkingen |
| ----------------- | ------------------------- | --------------------------- | --- |
| 17 februari 1959  | Vickers Viscount Type 793 | Londen, Verenigd Koninkrijk | Een chartervlucht met Turkse premier Adnan Menderes en een regeringsdelegatie aan boord stortte neer vanwege dichte mist bij het naderen van Londen. Gatwick luchthaven. Negen van de zestien passagiers en vijf van de acht bemanningsleden verloren het leven. Adnan Menderes, die achter in het vliegtuig zat, overleefde het ongeval.                                                                         |
| 23 september 1961 | Fokker F27-100            | Ankara, Turkije             | Het toestel stortte bij het naderen van de luchthaven Esenboğa. Alle 4 bemanningsleden en 24 van de 25 passagiers aan boord gingen dood. |
| 26 januari 1974   | Fokker F28-1000           | İzmir, Turkije              | Het toestel verongelukte tijdens het opstijgen. Vier van de vijf bemanningsleden en 62 van de 68 passagiers overleden. |
| 3 maart 1974      | Douglas DC-10             | Ermenonville, Frankrijk     | Turkish Airlines-vlucht 981: Het toestel verloor tijdens het klimmen de vrachtdeur als gevolg van een ontwerpfout. Hierdoor ontstond een explosieve decompressie die de vloer en de kabels beschadigde. De bemanning was niet meer in staat om het toestel veilig te laten landen, het kwam met een snelheid van ongeveer 800 km/u neer in een bos. Alle 333 passagiers en 12 bemanningsleden waren op slag dood. |
| 30 januari 1975   | Fokker F28-1000           | Istanboel, Turkije          | Het toestel had een ongeluk tijdens de landing. Alle vier bemanningsleden en de 37 passagiers overleden. |
| 19 september 1976 | Boeing 727-200            | Isparta, Turkije            | Het toestel raakte een berg tijdens de nadering van het vliegveld. Alle 8 bemanningsleden en 146 passagiers overleden. |
| 23 december 1979  | Fokker F28-1000           | Ankara, Turkije             | Het toestel stortte neer door turbulentie. Drie van de vier bemanningsleden en 36 van de 39 passagiers overleden. |
| 16 januari 1983   | Boeing 727-200            | Ankara, Turkije             | Het toestel verongelukte 150 meter na het einde van de startbaan door slecht zicht (mist en sneeuw), en mogelijk een andere oorzaak. Van de 60 passagiers overleden er 47. |
| 29 december 1994  | Boeing 737-400            | Van, Turkije                | Het toestel raakte vier kilometer van het vliegveld een heuvel gedurende een vierde poging om te landen. Zes van de zeven bemanningsleden en 49 van de 55 passagiers vonden de dood. |
| 8 januari 2003    | AVRO RJ-100               | Diyarbakır, Turkije         | Het toestel stortte in dichte mist neer voordat het zou landen in Diyarbakır, een stad dicht in de buurt van de Turks-Iraakse grens. Vier van de vijf bemanningsleden en 71 van de 75 passagiers overleden ten gevolge van het ongeluk. |
| 25 februari 2009  | Boeing 737-800            | Schiphol, Nederland         | Turkish Airlines-vlucht 1951: Het toestel stortte neer in de buurt van de Polderbaan en brak in drie stukken. Aan boord waren 128 passagiers en zeven bemanningsleden. Er vielen negen dodelijke slachtoffers, onder wie vier bemanningsleden. Zie verder het artikel over het ongeluk. |
| 16 januari 2017   | Boeing 747                | Luchthaven Manas, Kirgizië  | Turkish Airlines-vlucht 6491 werd voor Turkish Airlines als een wet lease-vlucht uitgevoerd door ACT Airlines. De Boeing 747 stortte nabij de Kirgizische luchthaven neer op een dorp. Ten minste 32 personen kwamen om het leven, waaronder 28 mensen die zich in het dorp bevonden. |